# Ludwig Ferdinand zu Sayn-Wittgenstein-Berleburg
Ludwig Ferdinand zu Sayn-Wittgenstein-Berleburg (* 1. Januar 1712 auf Schloss Berleburg; † 12. Februar 1773 ebenda) war ein deutscher Graf aus dem Hause Sayn-Wittgenstein und von 1741 bis 1773 Regent der nördlichen Grafschaft Sayn-Wittgenstein-Berleburg.

## Leben und Wirken
Ludwig Ferdinand wurde am 1. Januar 1712 als ältester Sohn des Grafen Casimir zu Sayn-Wittgenstein-Berleburg und seiner ersten Ehefrau Marie Charlotte (1687–1716), Tochter des Grafen Ferdinand Maximilian I. zu Ysenburg-Büdingen und dessen Ehefrau Gräfin Albertine Marie zu Sayn-Wittgenstein-Berleburg geboren.
Am 1. April 1731 zog Ludwig Ferdinand in Begleitung seines Hofmeisters Johann Conrad Kanz nach Jena, um sein Studium (Ius publicum und Ius naturae) zu beginnen, das er im November 1733 abschloss. 
Am 2. September 1735 reiste er nach Wien, vermutlich auf Veranlassung seiner Stiefmutter Esther Maria Polyxena, da deren Vater, Graf Johann Wilhelm von Wurmbrand-Stuppach dort Kaiserlicher Staatsminister und Präsident des Reichshofrats war. Nach den juristischen Studien in Jena dürften in Wien gesellschaftliche Aspekte vorrangig gewesen sein. Ludwig Ferdinand setzte seine Ausbildung in Verwaltungsangelegenheiten durch einen Aufenthalt beim Reichskammergericht in Wetzlar in der Zeit von März bis September 1737 fort. Im November 1737 begann er eine 14-monatige Reise nach Wien, wo er eine Stelle als Reichshofrat erhielt.
Am 5. Juni 1741 übernahm Ludwig Ferdinand die Regentschaft über die Grafschaft Sayn-Wittgenstein-Berleburg. Er führte am Berleburger Hof zunächst radikale Sparmaßnahmen ein und reduzierte das gräfliche Personal durch umfangreiche Entlassungen. Die Pacht für gräfliche Güter hob er an, Steuererleichterungen schränkte er ein bzw. schaffte sie ganz ab. Die nächsten Jahre seiner Regierung waren davon gekennzeichnet, die Wirtschaft des Landes zu sanieren. Der Raubbau in den Wäldern durch intensive Köhlerei zu Zeiten seines Vaters Casimir wurde reduziert, um die Wälder nicht völlig zu ruinieren. Dennoch sorgten Einquartierungen und durchziehende fremde Heere immer wieder für Verluste an Geld und Naturalien.
Ludwig Ferdinands Regierungszeit war aber auch von einem starken Hang zur Repräsentation und einem aristokratischen Selbstverständnis geprägt: Er galt der Bevölkerung gegenüber als unnahbar und erweiterte das noch vom Vater gerade fertiggestellte Schloss, indem er sich eine eigene Welt aus Gärten, Lusthäusern, Tiergärten, Reit- und Schießanlagen errichten ließ, die den gesellschaftlichen Rahmen für Veranstaltungen mit Feuerwerk und Salutschüssen abgaben. Er war auch großer Musikliebhaber und spielte selbst die Querflöte. Musik hatte bei ihm als Ausdruck repräsentativer Hofhaltung einen hohen Stellenwert. So wurde von ihm recht früh eine eigene Hofkapelle engagiert. Zweimal in der Woche, mittwochs und sonntags, wurden Konzerte im Schloss gegeben. Garant für die musikalische Qualität und Kontinuität war Bernhard Hupfeld aus Kassel, den Ludwig Ferdinand 1751 an den Hof holte und zwei Jahre später zu seinem Konzertmeister ernannte. Hupfeld wurde erst 1775 unter dem Nachfolger Ludwig Ferdinands abgelöst, verbrachte demnach mehr als zwei Jahrzehnte am Berleburger Hof. 

## Familie
Ludwig Ferdinand heiratete am 26. Juli 1744 auf Schloss Philippseich Friederike Christiane Sophie (1721–1772), Tochter des Grafen Wilhelm Moritz II., Reichsgraf zu Ysenburg und Büdingen in Philippseich und dessen Frau, Burggräfin Amalie Louise zu Dohna-Lauck. Aus der Ehe gingen vier Kinder hervor, wovon eines im Alter von acht Jahren starb.
Als Ludwig Ferdinand am 12. Februar 1773 im Alter von 61 Jahren starb, wurde der Sohn Christian Heinrich zu Sayn-Wittgenstein-Berleburg sein Nachfolger.